# Moab (Utah)
Moab mintegy ötezer lelkes kisváros az USA Utah államában, Grand megyében, amelynek legnagyobb városa és egyben székhelye is. A város jelentős turista- és szabadtérisport-központ, amely az Arches Nemzeti Park és a Canyonlands Nemzeti Park közvetlen közelében helyezkedik el.

## Népesség
Lakosainak száma 5366 fő (2020. április 1.).